# Paghman
Paghman (dari: اَپغمان; pashto: پغمان) er en by i det østlige Afghanistan. Den har et indbyggertal på ca. 49.157 (2012) indbyggere, der hovedsageligt består af pashtunere og tadsjikere.
Byen ligger i bjergene nær Afghanistans hovedstad Kabul og er kendt for sine haver. Den ligger i provinsen Kabul og er hovedby i distriktet Paghman.